# Polygrammodes modestalis
Polygrammodes modestalis là một loài bướm đêm trong họ Crambidae.